# Споразум о субрегионалној контроли наоружања
Споразум о субрегионалној контроли наоружања је споразум о ограничењу наоружања потписан 14. јуна 1996. у Фиренци у Италији. У складу са чланом 4, Анекс 1-Б Дејтонског споразума, споразум се ослања на одредбе Уговора о конвенционалним оружаним снагама у Европи и ограничава број тенкова, оклопних борбених возила, артиљерије, борбених авиона и јуришних хеликоптера које стране у споразуму могу поседовати. У оквиру споразума, странке СР Југославије, Србија и Црна Гора, два ентитета Босне и Херцеговине, Федерација Босне и Херцеговине и Република Српска, и Хрватска сваке године размењују информације и дозвољавају инспекцију својих војни фондови. Потписан је под надзором ОЕБС -а.
Амандман на Споразум, који је на снази од 1. јануара 2015. године, окончава учешће ОЕБС-а, остављајући примену земљама потписницама.